# Marocco ai Giochi della XXIX Olimpiade
Il Marocco ha partecipato ai Giochi della XXIX Olimpiade di Pechino, svoltisi dall'8 al 24 agosto 2008, con una delegazione di 47 atleti.

## Medaglie
| Medaglia | Atleta         | Sport            | Evento              |
| -------- | -------------- | ---------------- | ------------------- |
| Argento  | Jaouad Gharib  | Atletica leggera | Maratona maschile   |
| Bronzo   | Hasna Benhassi | Atletica leggera | 800 metri femminili |

## Risultati

### Atletica leggera
| Gara       | Atleta                      | Quarti  | Quarti | Semifinali | Semifinali | Finale  | Finale |  |  |
| Gara       | Atleta                      | Tempo   | Pos.   | Tempo      | Pos.       | Tempo   | Pos.   |  |  |
| ---------- | --------------------------- | ------- | ------ | ---------- | ---------- | ------- | ------ |  |  |
| 800 m      | Yassine Bensghir            | 1'46"88 | 7      |            |            |         |        |  |  |
| 800 m      | Mouhssin Chehibi            | 1'46"75 | 5      |            |            |         |        |  |  |
| 800 m      | Amine Laalou                | 1'47"86 | 1      | 1'46"74    | 4          |         |        |  |  |
| 1500 m     | Youssef Baba                | 3'42"13 | 10     |            |            |         |        |  |  |
| 1500 m     | Abdalaati Iguider           | 3'36"48 | 4      | 3'37"21    | 2          | 3'34"66 | 5      |  |  |
| 1500 m     | Mohamed Moustaoui           | 3'34"80 | 1      | 3'40"90    | 9          |         |        |  |  |
| 5000 m     | Anis Selmouni               |         |        | 13'43"70   | 8          |         |        |  |  |
| 5000 m     | Mourad Marofit              |         |        | 14'00"76   | 8          |         |        |  |  |
| 5000 m     | Abdelaziz Ennaji El Idrissi |         |        | 14'05"30   | 11         |         |        |  |  |
| 3000 siepi | Hamid Ezzine                |         |        | 8'27"45    | 6          |         |        |  |  |
| 3000 siepi | Abdelkader Hachlaf          |         |        | 8'23"62    | 3          | 9'02"06 | 15     |  |  |
| 3000 siepi | Brahim Taleb                |         |        | 8'23"09    | 9          |         |        |  |  |

| Gara     | Atleta                 | Tempo        | Posizione    |
| -------- | ---------------------- | ------------ | ------------ |
| 10000 m  | Mohamed El Hachimi     | non concluso | non concluso |
| 10000 m  | Abdellah Falil         | 27'53"14     | 16           |
| Maratona | Abderrahime Bouramdane | 2h 17'42"    | 26           |
| Maratona | Jaouad Gharib          | 2h 07'16"    |              |
| Maratona | Abderrahim Goumri      | 2h 15'00"    | 20           |

| Gara           | Atleta           | Qualificazioni | Qualificazioni | Finale | Finale |
| Gara           | Atleta           | Misura         | Pos.           | Misura | Pos.   |
| -------------- | ---------------- | -------------- | -------------- | ------ | ------ |
| Salto in lungo | Yahya Berrabah   | 7,88 m         | 17             |        |        |
| Salto in lungo | Tarik Bouguetaib | 7,69 m         | 29             |        |        |
| Salto triplo   | Tarik Bouguetaib | nessuna misura | -              |        |        |

| Gara       | Atleta                 | Quarti  | Quarti | Semifinali | Semifinali | Finale       | Finale       |
| Gara       | Atleta                 | Tempo   | Pos.   | Tempo      | Pos.       | Tempo        | Pos.         |
| ---------- | ---------------------- | ------- | ------ | ---------- | ---------- | ------------ | ------------ |
| 800 m      | Hasna Benhassi         | 2'00"51 | 2      | 1'58"03    | 2          | 1'56"73      |              |
| 1500 m     | Bouchra Chaâbi         |         |        | 4'19"89    | 11         |              |              |
| 1500 m     | Siham Hilali           |         |        | 4'05"36    | 3          | 4'05"57      | 10           |
| 1500 m     | Btissam Lakhouad       |         |        | 4'14"34    | 3          | 4'07"25      | 12           |
| 5000 m     | Mariem Alaoui Selsouli |         |        | 15'21"19   | 11         |              |              |
| 10000 m    | Asmae Leghzaoui        |         |        |            |            | non concluso | non concluso |
| 3000 siepi | Hanane Ouhaddou        |         |        | 9'56"41    | 11         |              |              |

### Judo
| Gara  | Atleta            | Tabellone principale                  | Tabellone principale                  | Tabellone principale | Tabellone principale | Tabellone principale | Ripescaggi | Ripescaggi | Ripescaggi | Ripescaggi |
| Gara  | Atleta            | Sedicesimi                            | Ottavi                                | Quarti               | Semifinali           | Finale               | 1º turno   | Quarti     | Semifinali | Finale     |
| ----- | ----------------- | ------------------------------------- | ------------------------------------- | -------------------- | -------------------- | -------------------- | ---------- | ---------- | ---------- | ---------- |
| 60 kg | Youness Ahamdi    | Paischer Ludwig (Austria) 0000-1010   |                                       |                      |                      |                      |            |            |            |            |
| 66 kg | Rachid Rguig      | Denjamin Darbelet (Francia) 0000-1002 |                                       |                      |                      |                      |            |            |            |            |
| 81 kg | Safouane Attaf    | Bashkaev Alibek (Russia) 1000-0001    | Burton Euan (Gran Bretagna) 0001-0010 |                      |                      |                      |            |            |            |            |
| 90 kg | Mohammad El Assri | Benikhlef Amar (Algeria) 0001-0011    |                                       |                      |                      |                      |            |            |            |            |

### Nuoto
| Gara       | Atleta        | Batterie | Batterie | Semifinali | Semifinali | Finale | Finale |
| Gara       | Atleta        | Tempo    | Pos.     | Tempo      | Pos.       | Tempo  | Pos.   |
| ---------- | ------------- | -------- | -------- | ---------- | ---------- | ------ | ------ |
| 100 m rana | Sara El Bekri | 1'08"66  | 19       |            |            |        |        |
| 200 m rana | Sara El Bekri | 2'30"09  | 28       |            |            |        |        |

### Pugilato
| Gara                | Atleta             | Sedicesimi                               | Ottavi                                  | Quarti                              | Semifinali | Finale |
| ------------------- | ------------------ | ---------------------------------------- | --------------------------------------- | ----------------------------------- | ---------- | ------ |
| Pesi mosca leggeri  | Redouane Bouchtouk | Paulo Carvalho (Brasile) 7-13            |                                         |                                     |            |        |
| Pesi mosca          | Abdelillah Nhaila  | Samir Mammadov (Azerbaigian) 4-19        |                                         |                                     |            |        |
| Pesi gallo          | Hicham Mesbahi     | Jonatan Romero (Colombia) 11-3           | Khumiso Ikgopoleng (Botswana) 3-8 (RSC) |                                     |            |        |
| Pesi piuma          | Mahdi Ouatine      | Zorigtbaataryn Enkhzorig (Mongolia) 1-10 |                                         |                                     |            |        |
| Pesi leggeri        | Tahar Tamsamani    | Domenico Valentino (Italia) 4-15         |                                         |                                     |            |        |
| Pesi welter leggeri | Driss Moussaid     | Todd Kidd (Australia) 23-2               | Roniel Iglesias (Cuba) 4-15             |                                     |            |        |
| Pesi welter         | Mehdi Khalsi       | Dilshod Mahmudov (Uzbekistan) 3-11       |                                         |                                     |            |        |
| Pesi medi           | Said Rachidi       | Bakhtiyar Artayev (Kazakistan) 2-8       |                                         |                                     |            |        |
| Pesi massimi        | Mohamed Arjaoui    |                                          | Bradley Michael Pitt (Australia) 11-6   | Deontay Wilder (Stati Uniti) 10-+10 |            |        |
| Pesi supermassimi   | Mohamed Amanissi   |                                          | Zhang Zhilei (Cina) 0-15                |                                     |            |        |

### Scherma
| Gara                 | Atleta                | Turno 1                       | Sedicesimi | Ottavi | Quarti | Semifinali | Finale |
| -------------------- | --------------------- | ----------------------------- | ---------- | ------ | ------ | ---------- | ------ |
| Fioretto individuale | Aissam Rami           | Tomasz Motyka (Polonia) 11-15 |            |        |        |            |        |
| Spada individuale    | Ali Xavier Lahoussine | Brice Guyart (Francia) 3-15   |            |        |        |            |        |

### Taekwondo
| Gara   | Atleta                | Ottavi                        | Tabellone principale               | Tabellone principale | Tabellone principale | Ripescaggi                             | Ripescaggi |
| Gara   | Atleta                | Ottavi                        | Quarti                             | Semifinali           | Finale               | Semifinali                             | Finale     |
| ------ | --------------------- | ----------------------------- | ---------------------------------- | -------------------- | -------------------- | -------------------------------------- | ---------- |
| +80 kg | Abdelkader Zrouri     | Juan Díaz (Venezuela) KO      | Alexandros Nikolaidis (Grecia) 4-5 |                      |                      | Arman Chilmanov (Kazakistan) abbandono |            |
| 49 kg  | Ghizlane Toudali      | Sara Khoshjamal (Iran) 0-5    |                                    |                      |                      |                                        |            |
| 67 kg  | Mouna Benabderrassoul | Yoriko Okamoto (Giappone) 2-0 | Gwladys Épangue (Francia) 1-1(SUP) |                      |                      |                                        |            |

### Tiro con l'arco
| Gara                  | Atleta          | Turno di qualificazione | Turno di qualificazione | Turno 1                               | Turno 2 | Ottavi | Quarti | Semifinali | Finale |
| Gara                  | Atleta          | Punteggio               | Pos.                    | Turno 1                               | Turno 2 | Ottavi | Quarti | Semifinali | Finale |
| --------------------- | --------------- | ----------------------- | ----------------------- | ------------------------------------- | ------- | ------ | ------ | ---------- | ------ |
| Individuale femminile | Khadija Abbouda | 539                     | 64                      | Park Sung-Hyun (Corea del Sud) 80-112 |         |        |        |            |        |